# Premier Soccer League 2010-11
La PSL 2010-11 fue la 15.ª edición de la Premier Soccer League, la máxima categoría del fútbol en Sudáfrica. La temporada se jugó desde agosto de 2010 a mayo de 2011. El club Orlando Pirates de Johannesburgo se coronó campeón de liga por tercera vez en su historia.

## Ascensos y descensos
| Pos  | Descendidos de Premier Soccer League |
| ---- | ------------------------------------ |
| 15.º | Jomo Cosmos                          |
| 16.º | -----                                |

| Pos | Ascendidos de la Primera División |
| --- | --------------------------------- |
| 1.º | Vasco da Gama                     |
| 2.º | -----                             |

## Clasificación
| Pos | Equipo                | PJ | PG | PE | PP | GF | GC | GA  | Pts |
| --- | --------------------- | -- | -- | -- | -- | -- | -- | --- | --- |
| 1.  | Orlando Pirates       | 30 | 17 | 9  | 4  | 41 | 23 | 18  | 60  |
| 2.  | Ajax Cape Town        | 30 | 18 | 6  | 6  | 50 | 36 | 14  | 60  |
| 3.  | Kaizer Chiefs         | 30 | 17 | 8  | 5  | 45 | 23 | 22  | 59  |
| 4.  | Mamelodi Sundowns     | 30 | 18 | 4  | 8  | 52 | 28 | 24  | 58  |
| 5.  | Bloemfontein Celtic   | 30 | 14 | 10 | 6  | 37 | 23 | 14  | 52  |
| 6.  | Bidvest Wits          | 30 | 10 | 10 | 10 | 47 | 39 | 8   | 40  |
| 7.  | Supersport United     | 30 | 11 | 7  | 12 | 32 | 38 | -6  | 40  |
| 8.  | Santos Cape Town      | 30 | 8  | 13 | 9  | 37 | 43 | -6  | 37  |
| 9.  | Free State Stars      | 30 | 7  | 14 | 9  | 28 | 32 | -4  | 35  |
| 10. | Platinum Stars        | 30 | 6  | 15 | 9  | 34 | 37 | -3  | 33  |
| 11. | Golden Arrows         | 30 | 9  | 6  | 15 | 44 | 49 | -5  | 33  |
| 12. | Maritzburg United     | 30 | 8  | 9  | 13 | 32 | 46 | -14 | 33  |
| 13. | Moroka Swallows       | 30 | 8  | 8  | 14 | 26 | 40 | -14 | 32  |
| 14. | AmaZulu               | 30 | 5  | 15 | 10 | 43 | 45 | -2  | 30  |
| 15. | Vasco da Gama (A)     | 30 | 7  | 9  | 14 | 35 | 47 | -12 | 30  |
| 16. | Mpumalanga Black Aces | 30 | 4  | 3  | 23 | 19 | 53 | -34 | 15  |

(A) : Ascendido la temporada anterior.
|  | Campeón, clasificado a la Liga de Campeones de la CAF 2012. |
|  | Juega la serie de promoción.                                |
|  | Descenso directo a la Primera División.                     |

## Goleadores
- Fuente:

|    | Jugador             | Goles | Club              |
| 1  | Knowledge Musona    | 15    | Kaizer Chiefs     |
| 2  | Micheal Majoro      | 14    | AmaZulu           |
| 2  | Nyasha Mushekwi     | 14    | Mamelodi Sundowns |
| 4  | Bradley Grobler     | 13    | Platinum Stars    |
| 4  | Katlego Mphela      | 13    | Mamelodi Sundowns |
| 6  | Collins Mbesuma     | 11    | Golden Arrows     |
| 6  | Diyo Sibisi         | 11    | Maritzburg United |
| 6  | Sibusiso Zuma       | 11    | Vasco da Gama     |
| 9  | Erwin Isaacs        | 10    | Santos Cape Town  |
| 9  | Thembinkosi Fanteni | 10    | Ajax Cape Town    |
| 9  | Thulani Serero      | 10    | Ajax Cape Town    |
| 12 | Isaac Chansa        | 9     | Orlando Pirates   |
| 12 | Rudolf Bester       | 9     | Maritzburg United |
| 12 | Siyabonga Nomvethe  | 9     | Moroka Swallows   |